# Viati
Viati är ett konsultbolag inom IT. Bolaget grundades 2006 av Roland Ekström och har sitt säte i Borlänge. Viati Konsult AB utsågs 2011 av Dagens Industri till Årets Gasell i Dalarna.
Viati hade en omsättning 271 711 000 kronor år 2021.